# Zoo Aquarium de Madrid
Le Zoo Aquarium de Madrid est un parc zoologique privé situé dans la capitale espagnole, Madrid, au sein de la Casa de Campo, un grand parc forestier du district de Moncloa-Aravaca. Conçu par l'architecte Javier Carvajal Ferrer et fondé en 1972 par l'ingénieur des ponts et chaussées Antonio Lleó de la Viña, il appartient aujourd'hui à la multinationale espagnole Parques Reunidos, dont le principal actionnaire est le fonds d'investissement britannique Arle Capital Partners. La construction de l'aquarium a été finalisé en 1995, soit 23 ans après l'ouverture du parc. D'une superficie de 22 hectares, il présente environ 1 000 animaux de 500 espèces. Il est l'un des cinq parcs européens qui présentent des pandas géants.
Membre permanent de l'Association européenne des zoos et aquariums, il s'engage dans la conservation ex situ en participant à des programmes européens pour les espèces menacées (EEP).
Avec une fréquentation annuelle comprise entre 770 000 et 1 300 000 visiteurs depuis 10 ans, il est l'un des quatre parcs zoologiques les plus visités d'Espagne.

## Historique
Le premier parc zoologique de Madrid, la Ménagerie du Retiro (es), fut fondé en 1770 par le roi Charles III.
Le promoteur du zoo actuel était Antonio Lleó de la Viña, qui a fait bâtir les installations du zoo au sein de la Casa de Campo. Le projet initial était à la charge de l'architecte ayant remporté le concours d'architecture, le catalan Jordi Mir Valls. Le parc est inauguré en 1972.
Quinze ans après, en 1987, le delphinarium est construit. Il est inauguré avec sept grands dauphins importés du Marineland de Catalogne. Le pavillon Nature Mystérieuse où est exhibée une collection de reptiles, amphibiens et invertébrés, est aussi construit cette année-là.
En 1995 c'est la partie sud-ouest du parc qui voit la construction de l'Aquarium, en forme de pyramide de verre, d'une surface au sol de 3 000 m2.
En 1997, les spectacles d'oiseaux en vol libre débutent dans la zone proche du delphinarium.
En 2002, la reine Sofia et le maire de Madrid, José María Álvarez du Manzano, inaugurent les salles d'éducation à l'environnement.
En 2003, l'installation des otaries de Californie et des manchots du Cap voit le jour.
En 2006 le complexe des primates d'Asie du Sud-Est (orangs-outans de Bornéo et gibbons à mains blanches) sort de terre.
Depuis septembre 2007 le parc présente un espace avec des pandas géants. Les deux premiers individus ont été prêtés par le gouvernement chinois.

## Installations et faune présentée
Le parc zoologique de Madrid présente une collection de plus de 6000 animaux de plus de 500 espèces différentes. Le parc comprend divers restaurants, points de vente à emporter et boutiques de souvenirs.

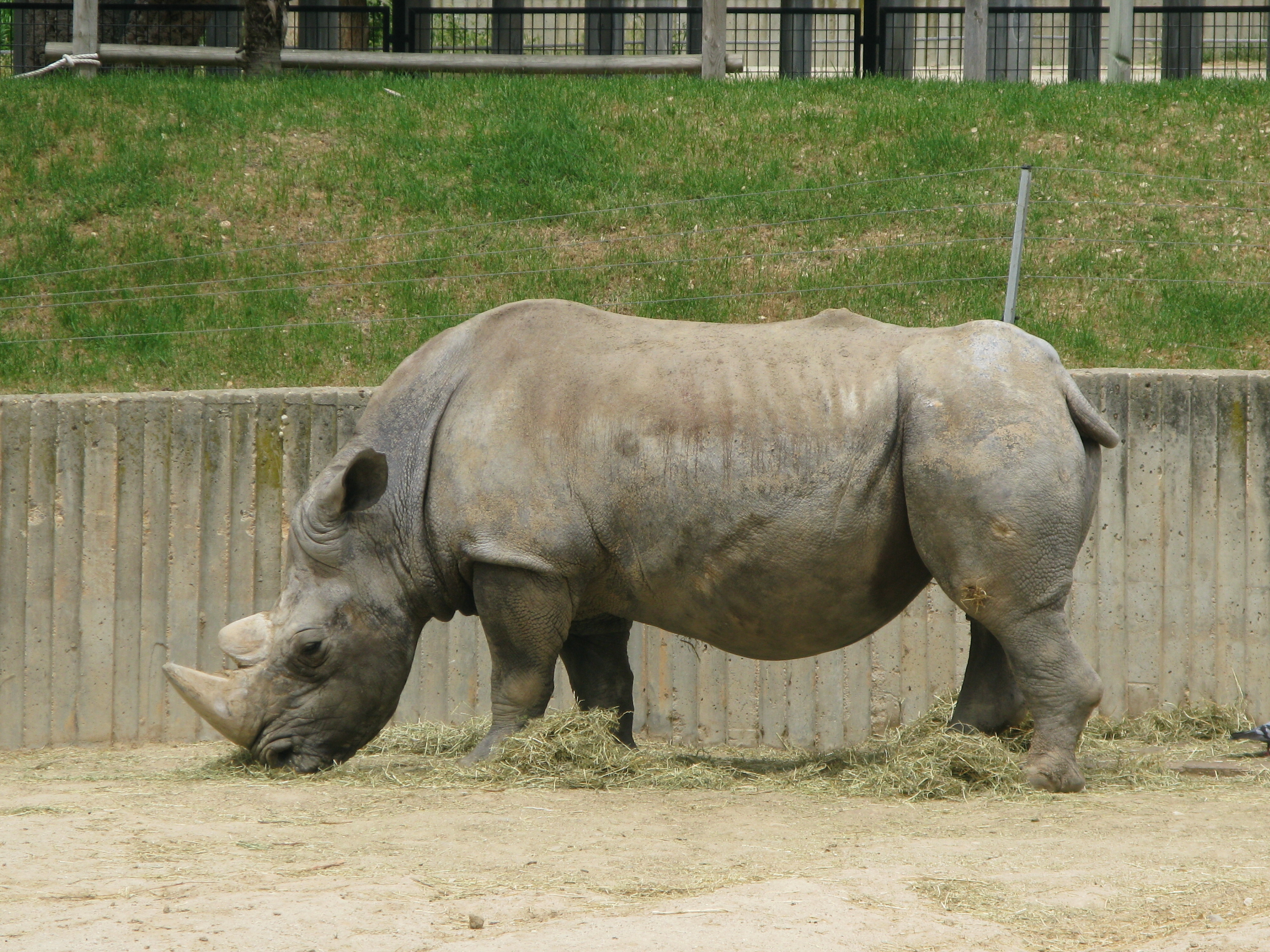
Rhinocéros blanc
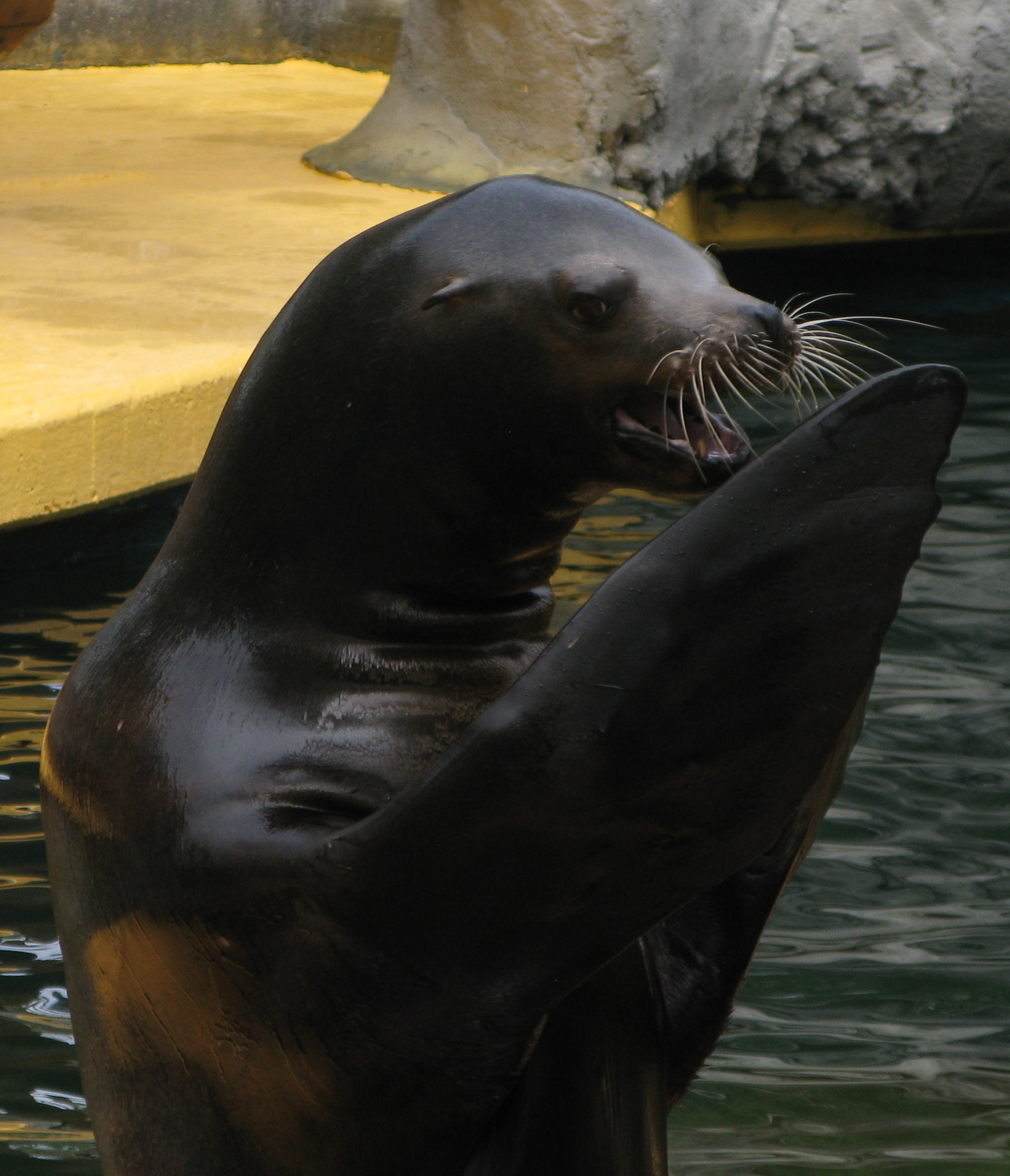
Otarie de Californie
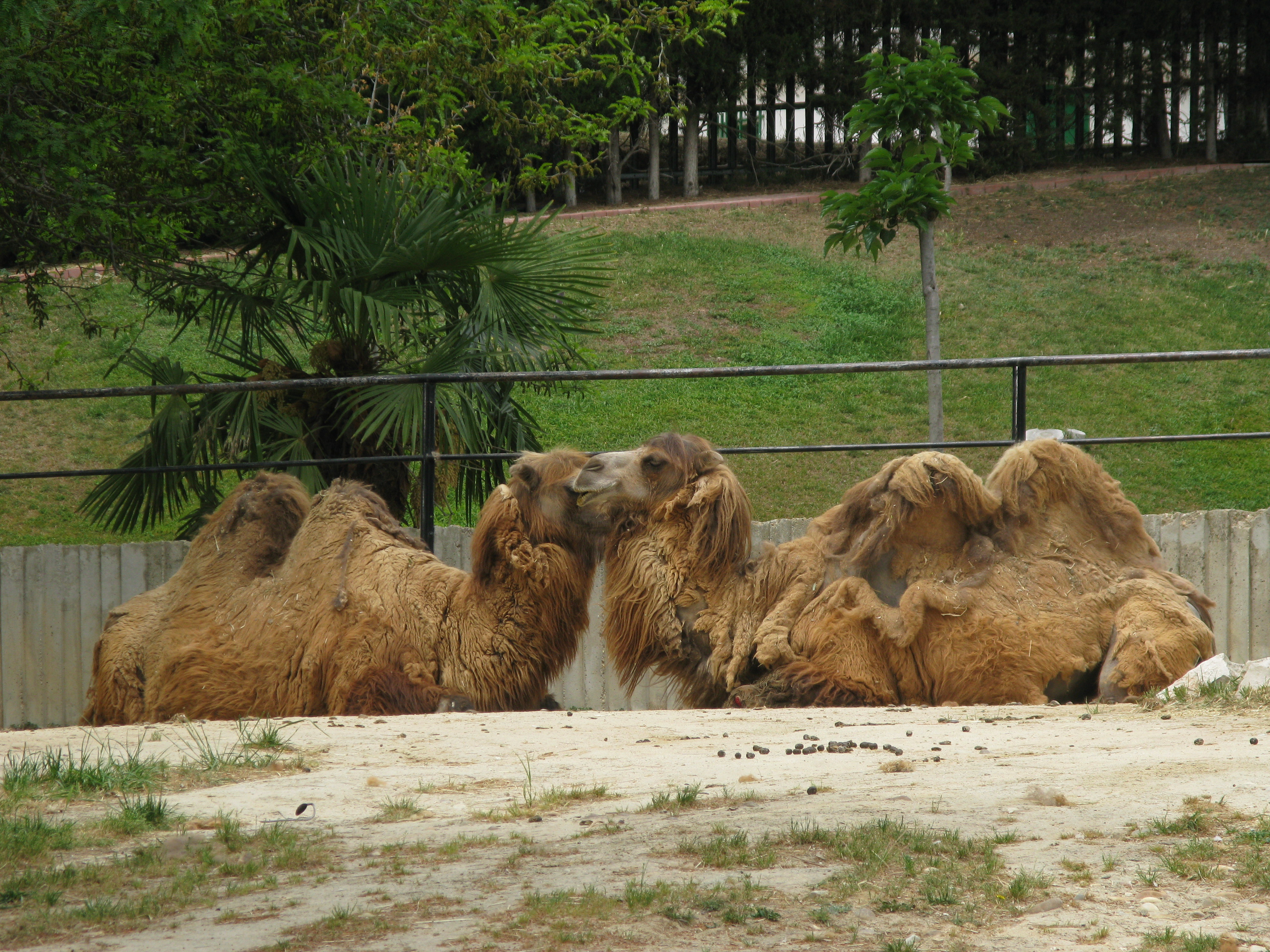
Chameaux

### Delphinarium
Le delphinarium comprend un bassin de 36 mètres de long par 10 de large et 5,20 m de profondeur, avec une capacité de plus de 2 millions de litres d'eau, ainsi que deux piscines secondaires pour le soin et l'entretien des dauphins. La composition de l'eau est obtenue à partir d'eau douce à laquelle est ajoutée du sel.
En 2016, il présente 11 grands dauphins, dont 6 capturés en mer (cinq au large de Cuba, un au large de la Floride) et 5 nés au Zoo de Madrid (en 2009 et en 2014).

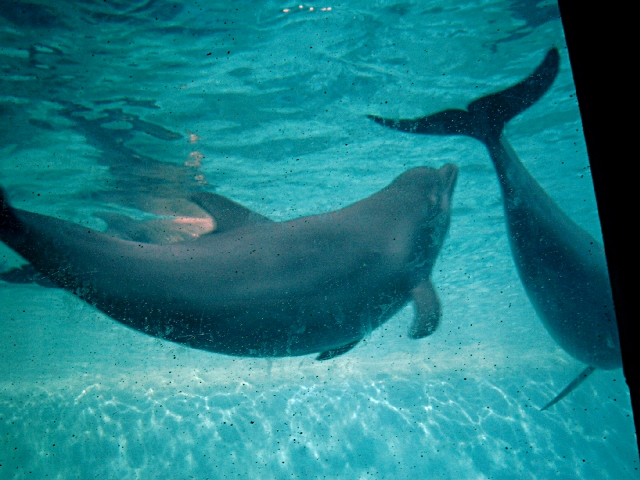
Grands dauphins

### Pandas géants
Le zoo de Madrid fait partie des cinq zoos européens à présenter des pandas géants.
Les premiers individus, arrivés en 1978 sont Shao Shao et Chang Chang. Offerts au roi et à la reine lors d'un voyage en Chine, ce couple n'a cependant pas reproduit et la première naissance eut lieu après l'insémination artificielle de Shao Shao avec la semence de Chia Chia, un mâle du zoo de Londres. C'est ainsi que naît Chu Lin en 1982. Sa mère Shao Shao meurt en 1983. Quelques années plus tard les vétérinaires découvrent que Chu Lin souffre de diabète insipide. Chang Chang meurt en 1995, et Chu Lin meurt d'une prostatite, en 1996 à l'âge de 13 ans. Ils ont ensuite été taxidermisés et sont exposés depuis 2016 au Musée national des sciences naturelles d'Espagne, à Madrid.
Le couple reproducteur formé par la femelle Hua Zui Ba et le mâle Bing Xing, a donné naissance au mâle Xing Bao, en août 2013.

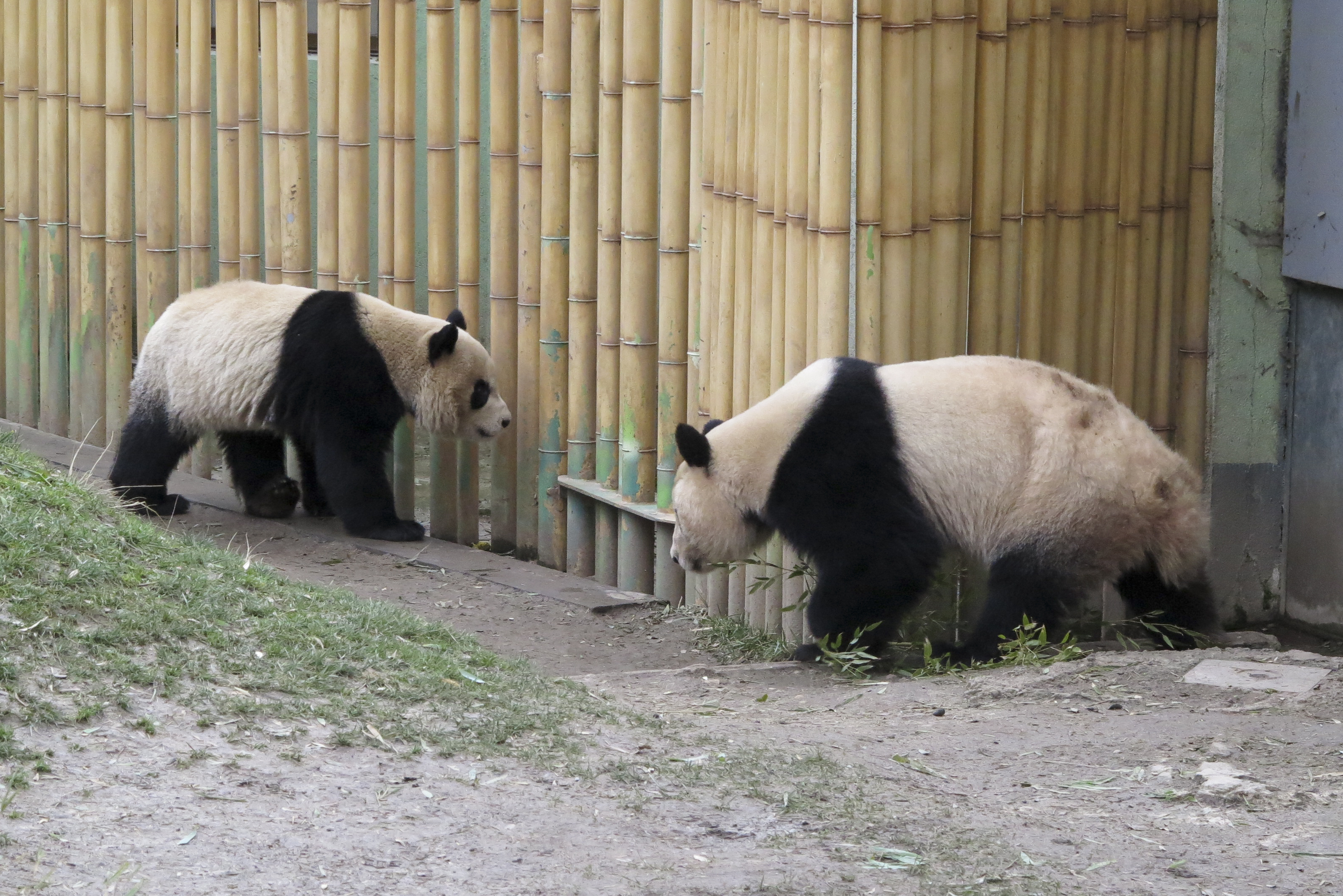
Les jumeaux Po et De De, âgés de 3 ans en 2013
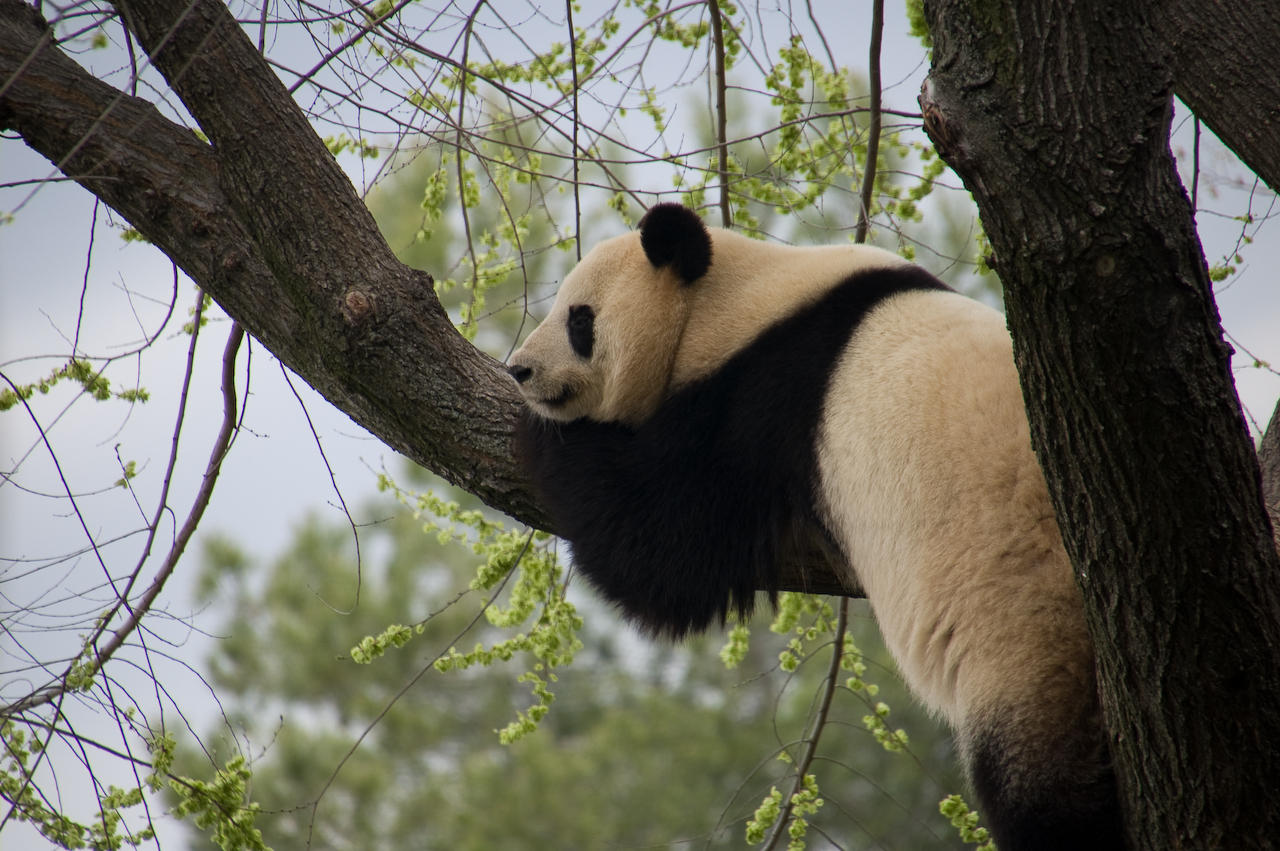
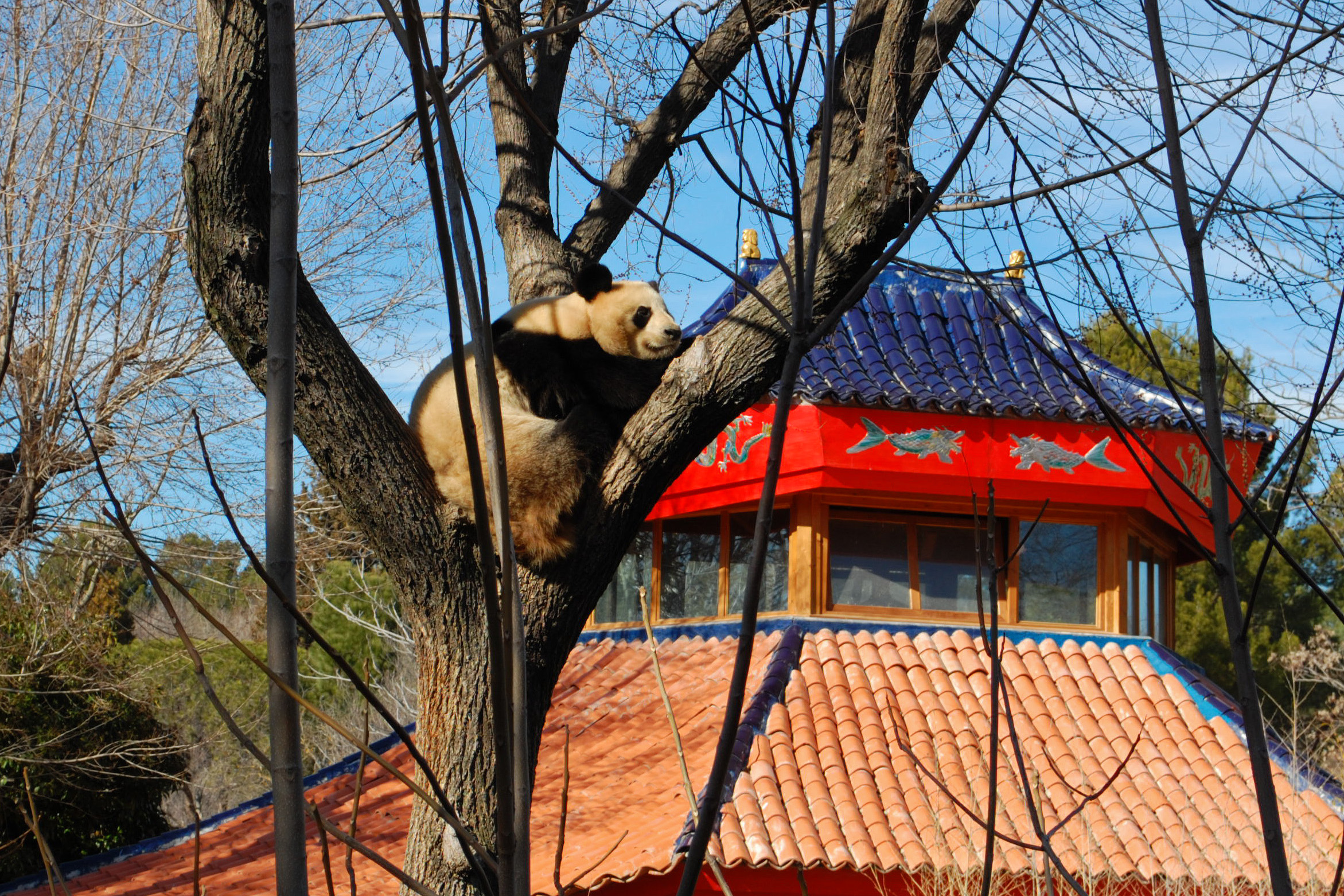
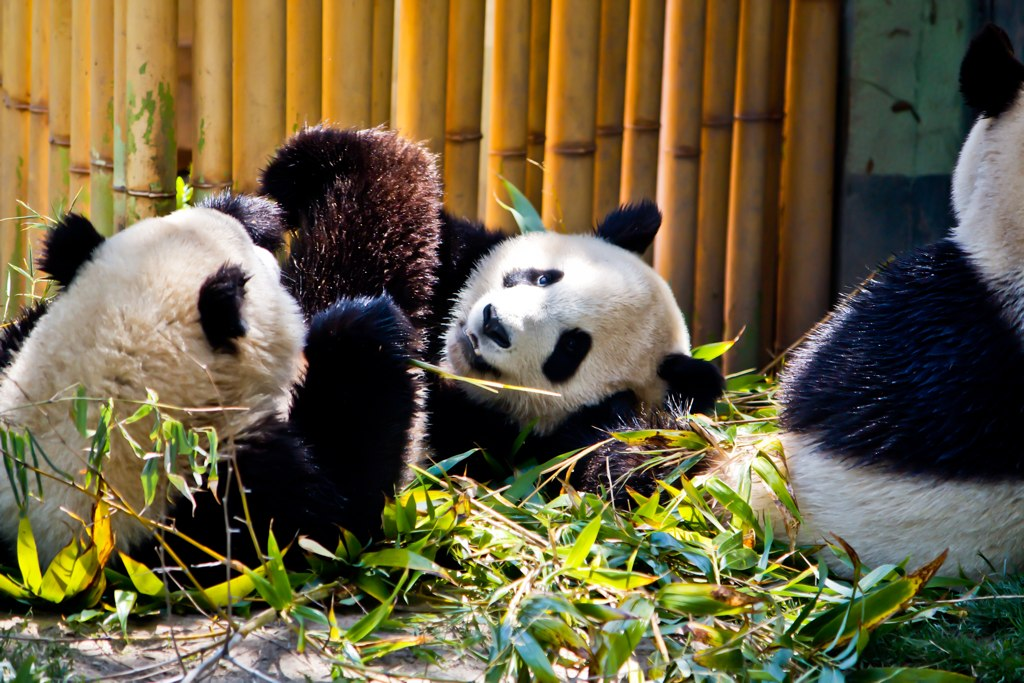

## Conservation
Le parc est impliqué dans un nombre important de programme d'élevage : panda géant, phoque gris, cobra à monocle et orang-outan de Bornéo.
En 2007/2008 il a participé à 30 programmes EEP et 21 programmes ESB coordonnés par l'EAZA.

## Fréquentation
Sa fréquentation est d'en moyenne 940 000 visiteurs annuels entre 2003 et 2014.
| Année         | 2003    | 2004      | 2005    | 2006    | 2007      | 2008      | 2009      | 2010    | 2011      | 2012    | 2013    | 2014    |
| ------------- | ------- | --------- | ------- | ------- | --------- | --------- | --------- | ------- | --------- | ------- | ------- | ------- |
| Fréquentation | 647 353 | 1 010 186 | 951 147 | 913 060 | 1 000 106 | 1 337 311 | 1 000 979 | 886 101 | 1 040 421 | 832 825 | 773 756 | 903 784 |